# 洞庭街道
洞庭街道，位于湖南省岳阳市岳阳楼区西部，2004年11月设置。街道办事处驻岳阳楼区东风湖路260号。系湖南省仅有的两个专业渔业养殖基地之一。

## 建制沿革
- 1949年，属岳阳县渔民协会；
- 1956年，设水上乡；
- 1958年，该设洞庭公社；
- 1984年，改洞庭乡；
- 2002年，撤销洞庭乡，新设洞庭街道，辖3个居委会。

## 行政区划
洞庭街道辖5个社区。
- 东风湖社区、捕捞社区、吉家湖社区、西瓜山社区、沿湖社区